# Nicole Abe
Nicole Abe (安部ニコル Abe Nikoru?, born December 22, 1993) es un modelo de moda gyaru japonesa de ascendencia filipina. Ella aparece en el revista de moda gyaru Happie Nuts (2011 - presente) y fue colaborador de la revista de moda gyaru Ranzuki (2008 - 2011).